# Federico Fellini

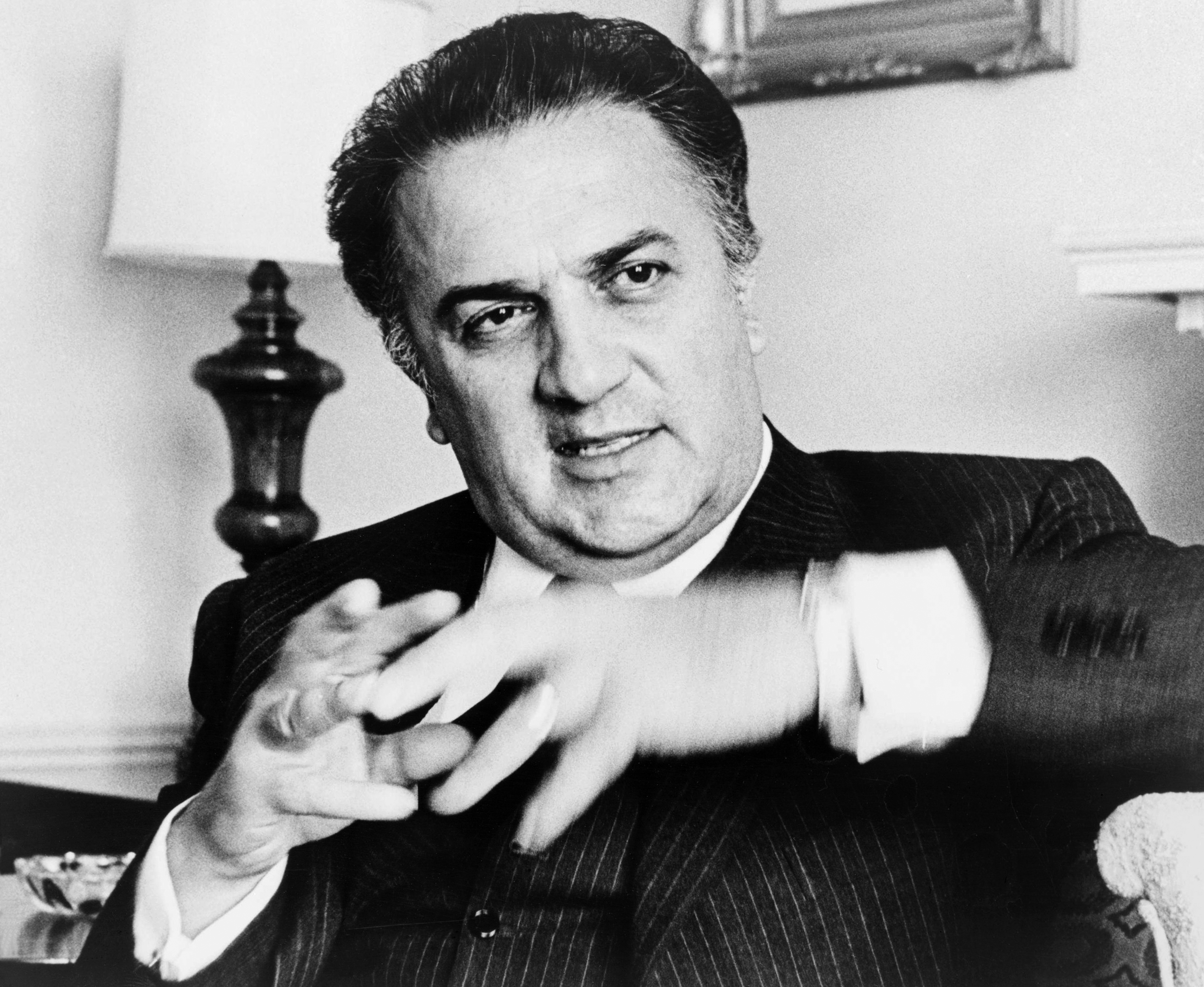
Federico Fellini, 1965

Federico Fellini (* 20. Januar 1920 in Rimini; † 31. Oktober 1993 in Rom) war ein italienischer Filmregisseur und Drehbuchautor. Er gilt als einer der wichtigsten Autorenfilmer des 20. Jahrhunderts. Er wurde zunächst als Filmemacher im italienischen Neorealismus bekannt, entwickelte aber ab den 1950er-Jahren einen sehr persönlichen Stil. Seine Filme zeichnen sich oft durch eine Vermischung von Traum und Realität, den Einsatz spielerischer Gestaltungs- und Erzählweisen und einen satirisch-grotesken, oft sarkastischen Ton aus.
Seine berühmtesten Werke wie La Strada – Das Lied der Straße, Das süße Leben, Achteinhalb und Amarcord tauchen häufiger in Kritikerlisten der besten Filme aller Zeiten auf. Vier seiner Filme erhielten den Oscar als Bester fremdsprachiger Film, womit er bis heute Rekordhalter in dieser Kategorie ist; außerdem wurde er 1993 mit dem Ehrenoscar für sein Lebenswerk ausgezeichnet. In einer internationalen Umfrage des Filmmagazins Sight & Sound aus dem Jahr 2002 wurde Fellini von seinen Regiekollegen auf Platz 2, von Kritikern auf Platz 7 der größten Regisseure der Filmgeschichte gewählt.

## Leben

### Frühe Jahre in Rimini

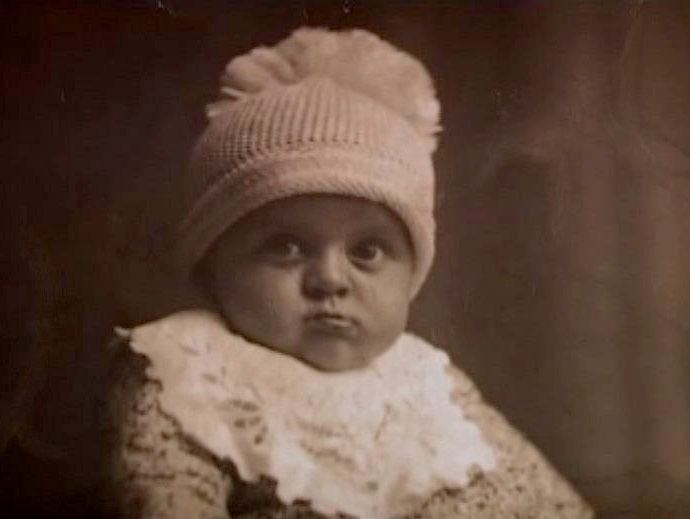
Federico Fellini als Baby, zirka 1921

Federico Fellini wurde 1920 als erstes von drei Kindern in Rimini geboren. Seine Mutter stammte aus Rom, sein Vater war auf einem Bauernhof in der Nähe von Rimini aufgewachsen. Sein Bruder Ricardo arbeitete ebenfalls im Filmgeschäft –, zunächst als Schauspieler, später hauptsächlich als Dokumentarfilmer. 1925, nachdem in Italien der Faschismus die Staatsmacht übernommen hatte, kam Fellini in eine katholische von Nonnen geleitete Schule. Tullio Kezich schreibt dazu in Fellini – Eine Biographie: „Er war ein x-beliebiges Kind, das hübsch zeichnen konnte, in einer x-beliebigen Kleinstadt in einem bodenständigen Italien, das zwischen Faschismus und Katholizismus eingezwängt war.“
Die Ferien verbrachte er bei der Großmutter auf dem Lande, wo er einerseits bäuerliche Traditionen kennenlernte, aber auch Kontakt zu Vagabunden, Sinti und Roma hatte, von denen manch einer später als Figur Einzug in seine Filme fand. Von 1930 bis 1938 besuchte Fellini das Gymnasium Giulio-Cesare. Dort zeichnete er Freunde und Lehrer sowie verschiedene Politiker, und mit der Zeit konnte er einige Karikaturen und Comicstrips an kleine Zeitschriften der Provinz, später auch an größere Zeitungen verkaufen. Das Florentiner Wochenblatt 420 veröffentlichte regelmäßig Kolumnen und Karikaturen Fellinis. 1939 schrieb er sich an der Universität in Rom ein.

### Anfänge in Rom
Angestellt bei der Tageszeitung Il Piccolo und später bei der satirischen Wochenzeitschrift Marc' Aurelio, konnte sich Fellini als junger talentierter Journalist und Karikaturist behaupten. Er machte Karriere und wurde bald auch zu Redaktionskonferenzen eingeladen. Er begann in dieser Zeit – man hatte ihm mehr Platz in der Zeitung eingeräumt – tagebuchartig und mit Selbstironie seine Jugend in der Provinz und seine Anfänge in Rom zu schildern. Viele der dargestellten Themen tauchten irgendwann in seinen Filmen wieder auf. Neben seiner Zeitungsarbeit war er auch an Arbeiten zu Entwürfen für diverse Musicals und Revuen beteiligt, obwohl er nur geringes Interesse am Theater verspürte. Fellini schrieb auch Beiträge für den Radiosender Radiocorriere sowie kurze Hörspiele, die oft traumähnliche Sequenzen enthalten, wie es sie dann später in einigen seiner Filme gab.
Beim Radio lernte er die Schauspielerin und Sprecherin Giulietta Masina kennen, die er 1943 heiratete und mit der er bis zu seinem Tode verheiratet blieb. Ihr einziges Kind, Pierfederico Fellini, kam am 22. März 1945 zur Welt, starb aber krankheitsbedingt schon elf Tage später.

### Der Weg zur Regie
Noch als Journalist und Radiodramaturg arbeitet Fellini an verschiedenen Drehbüchern mit. „Er (Fellini) neigt dazu, die eigene Arbeit möglichst gering erscheinen zu lassen oder ihre Bedeutung herunterzuspielen“, so Tullio Kezich in Fellinis Biographie.
Immer intensiver widmet er sich der Mitarbeit an Drehbüchern. Er lernt den Autor und Regisseur Roberto Rossellini kennen, mit dem er für Roma città aperta – Rom, offene Stadt 1946 die erste seiner vielen Nominierungen für den Oscar erhielt. Er etablierte sich als Drehbuchautor und gab ein Jahr später seine journalistische Karriere und seine Tätigkeit als Radiodramaturg vollständig auf. 1950 war Fellini bereits zehn Jahre Drehbuchautor und Regieassistent und hatte in dieser Zeit an 19 Drehbüchern (hauptsächlich für Filme des Neorealismus) mitgewirkt. Und er hatte Kontakte geknüpft und sich mit Leuten wie Pinelli (Autor), Laurentiis (Produzent), Coletti (Regisseur), Lattuada (Regisseur) und anderen bedeutenden Schauspielern und Regisseuren angefreundet, die ihn später bei seinen Filmen unterstützten.

## Werk

### 1950er Jahre

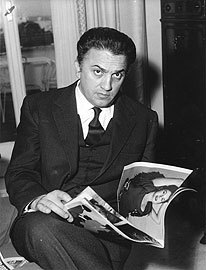
Fellini in den 1950er Jahren

Sein Debüt als Regisseur hatte Fellini 1950 mit Luci del varietà – Lichter des Varieté. Dabei erhielt der dreißigjährige Fellini Unterstützung von Alberto Lattuada, der mit ihm zusammen für die Inszenierung sorgte und für die Produktion als Garant diente. Der Film handelt von einer Sängerin, die sich einer Showgruppe anschließt, um aus ihrem Heimatdorf herauszukommen; er wurde oft mit  Vita da cani – Ein Hundeleben von Mario Monicelli verglichen. Vita da cani kam etwa ein halbes Jahr zuvor in die Kinos und behandelt eine ähnliche Vorstadtthematik – jedoch sensibler und präziser, wie die Kritiker schrieben. Lattuada und Fellini wurden Besetzungsfehler und zu wenig Gespür für die Figuren vorgeworfen. 
Nach dem Misserfolg widmete sich Fellini weiter der Entwicklung seines persönlichen Stils und brachte die Komödie Die bittere Liebe heraus, deren Ursprungsidee von Michelangelo Antonioni stammte, die aber von Tullio Pinelli, Ennio Flaiano und Fellini zu einem Drehbuch verarbeitet wurde. Bei diesem Film hatte Fellini zum ersten Mal die alleinige Verantwortung für die Regie. Während der Dreharbeiten wurde der Stoff von Fellini noch einmal geändert und einer „Fellinisierung“ (Kezich) unterzogen. Der Film, der 1952 in den Kinos anlief, erntete erneut überwiegend negative Kritiken. In einer einflussreichen Zeitschrift für Filmkultur stand: „[…] ein Film, der durch seine grobschlächtige Machart, seine erzählerischen Mängel und die Konventionalität des Aufbaus derart minderwertig ist, dass man mit gutem Grund bezweifeln darf, ob dieser Regieversuch Fellinis nicht als sein letzter anzusehen ist.“ Einer der wenigen Bewunderer nannte den Film allerdings „den ersten anarchistischen Film Italiens“. Fellini selbst erkannte seine Fortschritte und war sicher, „einen wunderschönen Film fünf Jahre zu früh“ realisiert zu haben.
Mit I Vitelloni – Die Müßiggänger, einem Film über fünf junge Leute, die mit Nichtstun in einer kleinen Provinzstadt die Zeit totschlagen, setzte er sein filmisches Schaffen im Dezember 1952 fort. Als der Film ein halbes Jahr später auf den Filmfestspielen von Venedig lief, zeichnete sich für den Regisseur Fellini endlich ein Erfolg ab. Kritiker und Publikum waren sich einig, dass hier ein neuer Regisseur den Durchbruch geschafft hatte. Fellini wurde der Silberne Löwe verliehen, und I Vitelloni fand den Weg ins internationale Verleihgeschäft. Der Film wurde ein Kassenschlager und hatte sechs Jahre später bereits die beachtliche Summe von 600 Millionen Lire eingespielt. Im selben Jahr erschien außerdem noch der Episodenfilm  L'Amore in città – Liebe in der Stadt, bei dem Fellini neben Michelangelo Antonioni, Alberto Lattuada, Carlo Lizzani, Francesco Maselli, Dino Risi und Cesare Zavattini eine Episode schrieb und inszenierte. Der große Erfolg blieb zwar aus, jedoch wird der Film von einigen Filmwissenschaftlern als „bemerkenswert“ bezeichnet.
Fellinis folgender Film La Strada – Das Lied der Straße (1953–1954), mit Anthony Quinn und Fellinis Ehefrau Giulietta Masina in den Hauptrollen, eine Art filmisches Märchen, das von einem Mädchen handelt, das von seiner Familie an einen Jahrmarktsartisten verkauft wird, bescherte dem jungen Regisseur nationale und internationale Nominierungen und Auszeichnungen – u. a. den Oscar für den besten fremdsprachigen Film, eine Nominierung für den Oscar für das beste Drehbuch und die beste Inszenierung, einen Nastro d’Argento des Sindacato Nazionale Giornalisti Cinematografici Italiani, den Silbernen Löwen von Venedig und viele weitere Preise. Aber bei seiner Premiere an den Filmfestspielen von Venedig im September 1954 spaltete der Film die Welt der italienischen Autorenfilmer in zwei Lager. 
Auslöser waren Gerüchte über einen Boykott von Viscontis Senso. Visconti, der als Führer der marxistischen Opposition und Frontmann der Neorealisten galt, war der christdemokratischen Regierungsmacht und dem von ihr geprägten Kino ein Dorn im Auge. Die Visconti-Anhänger sahen in der Begründung für die Verleihung des Silbernen Löwen für La Strada einen klaren Beweis für den Boykott: „Für den interessanten Versuch eines jungen Regisseurs, von dem die Idee zu dem Film stammt und der mit diesem Film seine Begabung für eine sensible und unabhängige Sichtweise unter Beweis gestellt hat.“ Darüber hinaus wurde Fellinis Film von dem verbitterten Visconti als „neoabstrakt“ bezeichnet. Andere linke Kritiker warfen dem Film Religiosität, Mystifizierung, Pathos und Naivität vor.
1955 erschien Fellinis sechster Film Il Bidone – Fellinis Gauner. Die Geschichte dreht sich um ein paar Schwindler, die als geistliche Würdenträger getarnt den einfachen Leuten das Geld aus der Tasche ziehen. Bei Drehschluss waren es gerade noch 40 Tage bis zur Präsentation in Venedig, so wurde der Film von zwei Filmeditoren gleichzeitig geschnitten. Bei den Festspielen wurde der Film dann von der Jury nicht einmal erwähnt, und bei seiner Vorführung begann sich der Saal nach der Hälfte des Films zu leeren. Fellini war dermaßen enttäuscht, dass er keinen Film mehr zum Wettbewerb nach Venedig schickte. Erst 1969 lief wieder ein Film von ihm auf dem Festival – allerdings außer Konkurrenz.

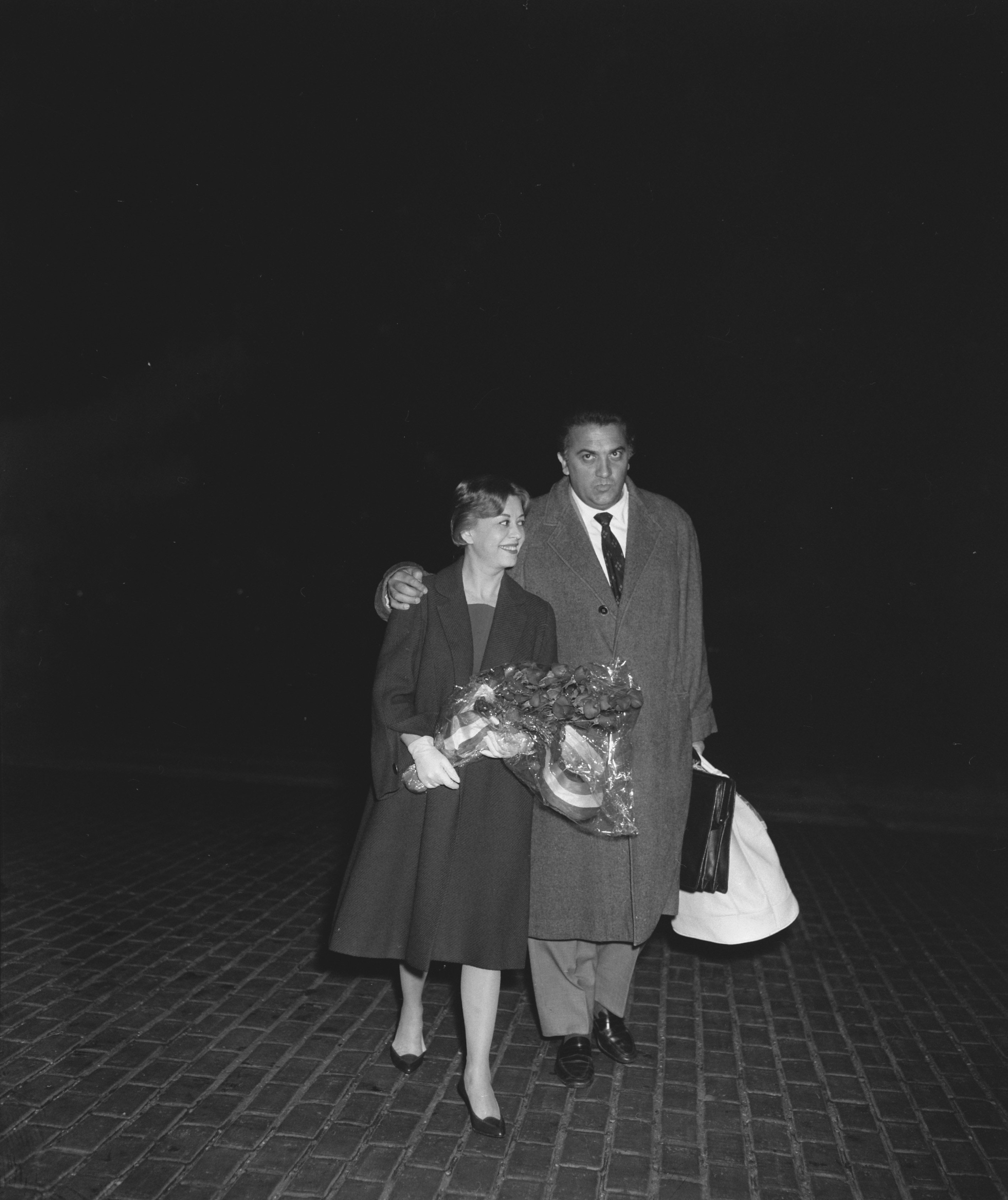
Giulietta Masina und Frederico Fellini, 1958

Nach diesem Misserfolg vergingen fast zwei Jahre, bis Fellini seinen nächsten Film finanzieren konnte. Le Notti di Cabiria – Die Nächte der Cabiria mit Giulietta Masina in der Hauptrolle, handelt von der Suche einer Prostituierten nach Liebe – potenzielle Geldgeber fürchteten Kritik seitens der katholischen Kirche. Auf der Suche nach einem Produzenten lernte Fellini den jungen Schriftsteller Pier Paolo Pasolini kennen. Pasolini übersetzte die Dialoge im Drehbuch in moderne römische Mundart. Nachdem Fellini von verschiedenen Privatleuten den größten Teil des Budgets zusammenhatte, fand er auch endlich einen Produzenten. Die Premiere fand 1957 in Cannes statt, und Die Nächte der Cabiria behauptete sich gegen starke Konkurrenz, z. B. gegen Das siebente Siegel von Ingmar Bergman oder gegen Ein zum Tode Verurteilter ist entflohen von Robert Bresson, und erhielt den Preis für die beste Darstellerin (Giulietta Masina) mit dem offiziellen Hinweis, dass Fellini für die Schöpfung dieser Figur von der Jury geehrt wurde – die Goldene Palme ging an den Film Lockende Versuchung von William Wyler – Le Notti di Cabiria gewann noch andere Preise und Festivals (u. a. den Oscar). Noch im selben Jahr wollte Fellini einen neuen Film mit dem Titel Reise mit Anita drehen. Doch als seine Wunschschauspielerin Sophia Loren nicht verfügbar war und er den Film nicht mit einer anderen Schauspielerin drehen wollte, wurde das Projekt zurückgestellt, das aber 1978 von Mario Monicelli realisiert wurde. Dieser Film war einer der am meisten geliebten Fellinis, da die Geschichte ein privates Ereignis enthält, nämlich seine Reise zu seinem sterbenden Vater in Rimini im Mai 1956.
Fellinis Film über das Nachtleben in Rom und den Wettkampf der Paparazzi um die skandalösesten Fotos hieß La dolce Vita – Das süße Leben. Der Film wurde 1960 erst in Rom, dann in Mailand aufgeführt. Es hagelte negative Kritiken von den traditionellen Medien, die linke Presse verteidigte Fellini aber. Fünf Monate später erhielt er in Cannes die Goldene Palme und in den zwei Jahren danach mehrere Nominierungen und Auszeichnungen. Der Film wurde entgegen der Befürchtung der Produzenten ein Kassenschlager – er spielte bis 1965 über 2 Milliarden Lire ein.

### 1960er Jahre
1960/1961 gründete Fellini mit Rizzoli die Produktionsfirma Federiz. Sie wollten zum einen mit den Vorbereitungen zu Fellinis nächstem Film beginnen, aber auch Filme junger Regisseure produzieren. Die Federiz produzierte bis 1966 neun Filme, darunter Verwirrungen des Sommers von Luigi Zampa, Jungfrau reich garniert von Jean Léon, Augenblick der Wahrheit von Francesco Rosi und Die Rote Wüste von Michelangelo Antonioni. Seine beiden eigenen nachfolgenden Filme (Boccaccio 70 und 8½) machte Fellini zum Ärgernis seines Partners Rizzoli allerdings noch für andere Produktionsfirmen; erst Giulietta degli spiriti wurde 1965 von der Federiz produziert.

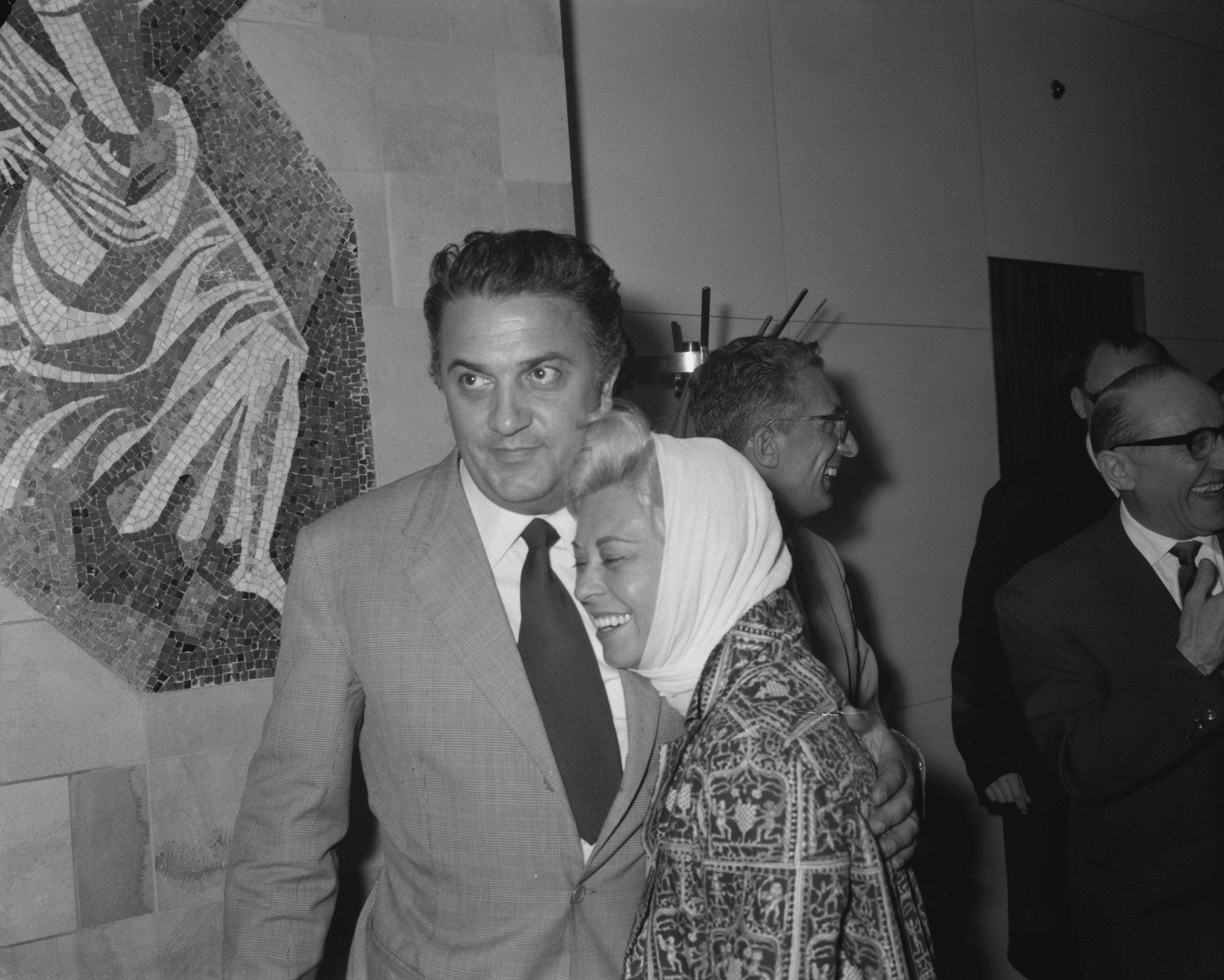
Federico Fellini und Giulietta Masina, 1960

1961 lernte Fellini den deutschen Kinderarzt und Psychoanalytiker Ernst Bernhard kennen, einen Schüler der Zürcher Schule von C. G. Jung. Fellini kam darüber mit der Psychoanalyse bzw. der Analytischen Psychologie und der Traumdeutung in Kontakt. Die häufigen Treffen und Gespräche haben das Fellinische Kino deutlich beeinflusst, das nun mehr traumhafte Sequenzen erhielt.
1962 erschien von dem nun zweiundvierzigjährigen Regisseur ein Film gegen die Zensur und die Medienwelt, Boccaccio '70; die Kritiken waren zurückhaltend. In den USA wurde Boccaccio '70 von der Catholic Legion of Decency geächtet.
Fellinis 8½ enthält in hohem Maße Autobiographisches. Der Film ist als Bericht über Fellinis Leben und seine Probleme bis zu jenem Punkt glaubwürdig, an dem er ins Phantastische übergeht. Der fast surreale Film kann durchaus als eine Art Experiment des Autors am eigenen Leib verstanden werden. 8½ vermeidet die Schwere der Tragödie und stellt für viele Fellinis Meisterwerk dar. Die Dreharbeiten begannen 1962 und dauerten über fünf Monate. 1963 wurde der Film in Italien gestartet und von der Kritik mit noch mehr Jubel aufgenommen als La dolce vita. In der Weltpresse tauchten schnell Wörter auf wie Magier, Genie, meisterhafter Stil u. ä. Der Film wird als richtungsweisend für den Experimentalismus angesehen – jenseits von Avantgarde und Konvention. 8½ erhielt mehr als 16 Auszeichnungen sowie weitere Nominierungen.
Giulietta degli spiriti – Julia und die Geister war Fellinis erster Film seit Die bittere Liebe, der ohne Umwege über ein Festival in die Kinos kam. Gründe dafür waren vor allem Fertigungsschwierigkeiten, die ihn nicht rechtzeitig für Venedig abschließen ließen, wo er außer Konkurrenz hätte gezeigt werden sollen. Weltweit provozierte dieser Film über eine vereinsamte Frau, die von ihrem Mann betrogen wird, eine gewisse Enttäuschung; er wurde als unverständlich, unkontrolliert und kalt bezeichnet. Selbst Fellini war mit dem Endprodukt nicht zufrieden, verteidigt aber seine Idee, einen Film aus der weiblichen Perspektive zu drehen, so vehement, dass er beinahe einen ganzen Mitarbeiterstab und viele Freunde verlor.
Der Produzent und Studiobesitzer Dino De Laurentiis bot in dieser Situation Fellini eine Zusammenarbeit an. Sie schlossen einen Vertrag, durch den Fellini als der bestbezahlte Regisseur Italiens galt. Fellini lieferte ihm immer neue Konzepte und Exposés, doch Laurentiis war selten einverstanden. Als sie sich schließlich einigen konnten, begannen die Vorbereitungen für den Film Il viaggio di G. Mastorna, den Fellini nicht beendete (das Drehbuch hat Milo Manara als Comic umgesetzt). Fellini selbst geriet in eine Schaffenskrise. Die häufigen Missverständnisse ließen Fellini auf Distanz zu dem Produzenten gehen, und er plante – trotz unterschriebenem Vertrag – einen Film (Satyricon) mit der Konkurrenz zu machen, woraufhin Laurentiis ihn verklagte. Schließlich zahlte der Produzent Grimaldi eine Abfindung an Laurentiis, woraufhin Fellini mit den Vorbereitungen für Satyricon beginnen konnte. Doch auch dieser Film wurde verschoben. Fellini bekam ein Angebot aus Frankreich, einen Episodenfilm mit Louis Malle und Roger Vadim zu drehen: Toby Dammit heißt Fellinis Teil von Histoires extraordinaires – Außergewöhnliche Geschichten. Bei der Premiere 1968 in Cannes fand der Film insgesamt wenig Beachtung – doch Fellinis Episode wurde mit hervorragenden Kritiken bedacht. Als die Dreharbeiten für Satyricon anliefen, stellte NBC eine Dokumentation über und mit Fellini her. Fellini: A Director’s Notebook lief 1969 im amerikanischen Fernsehen.
Im selben Jahr kam Fellinis Satyricon in die Kinos. Bei den XXX. Filmfestspielen in Venedig lobten Kritiker den Film am Folgetag, schreckten jedoch davor zurück, ihn zu interpretieren. Tatsächlich gehört Satyricon zu Fellinis subjektivsten Filmen, der eine tiefgründige Auslegung erfordert. Der Regisseur selbst nannte ihn „einen in die Vergangenheit gerichteten Science-fiction-Film“, der eine Reise in die „Unbekanntnis“ – er bestand auf diesem ungewöhnlichen Ausdruck – darstelle. Zu diesem Thema entstanden noch drei Filme: I Clowns, Fellinis Roma und Amarcord.

### 1970er Jahre

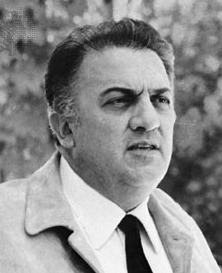
Fellini in den 1970ern

I Clowns – Die Clowns wurde für das Fernsehen produziert und lief 1971 in Italien, Frankreich, Deutschland und den USA. Fellini versuchte dabei, nicht die Erzählform des Kinos zu kopieren, und inszenierte den Film in einem vertraulichen, eher journalistischen als erzählenden Ton.
In seinem nächsten Film Fellinis Roma porträtierte er Italiens Hauptstadt um das Jahr 1940 auf ganz subjektive, autobiografische Weise. T. Kezich schrieb über den Film: „Ein Aufbau mit aneinandergereihten Episoden verleitet zu einer rhapsodischen Lektüre, zu einer Auswahl nach Lust und vielleicht auch nach Laune.“ Fellinis Roma kam 1972 in die Kinos. Die Kritiker diskutierten über das Für und Wider der von Fellini sehr geschätzten, zahlreichen „Filme im Film“ und bezeichneten „Roma“ als konfus, bunt und typisch fellinianisch.
Im Jahr darauf erschien Fellinis Amarcord – ein Panoptikum skurriler Charaktere, ein Kaleidoskop verschiedener Momentaufnahmen eines Italien zur Zeit des Faschismus, und zwar aus der Perspektive eines neugierigen sechzehnjährigen Jungen. Amarcord war sowohl beim Publikum als auch auf Festivals wieder erfolgreicher: der Film erhielt einen Oscar und dreizehn weitere Auszeichnungen.
1975 begannen die Dreharbeiten zu Casanova, die Produktion übernahm Alberto Grimaldi (produzierte z. B. 1900 und Gangs of New York). Mitte Dezember waren Budget- (5 Milliarden Lire) und Terminvorgaben bereits überschritten. Da noch etwa 40 Prozent des Films zu drehen waren, verteilte Grimaldi der gesamten Truppe Kündigungsbriefe und beschloss, den Laden zu schließen. Nach endlosen Debatten mit Anwälten wurde der Dreh dann doch noch (Mitte Januar) fortgesetzt und im Mai 1976 beendet. Il Casanova di Federico Fellini – Fellinis Casanova kam im Dezember 1976 in die Kinos, doch die Besucherzahlen standen in keinem Verhältnis zu den Erwartungen. Die meisten Kritiker waren irritiert und zeigten kein Verständnis für das optische Übergewicht, die Opulenz sowie den eher aufzählenden als erzählenden Charakter des Werkes. Fellini selbst sagte über den Film in einem Interview: „Was habe ich mit diesem Film machen wollen? Ein gutes Stück weiter zum letzten Grund des Kinos gelangen, zu dem, was meiner Meinung nach der totale Film ist. Also dahin, dass es einem gelingt, aus einem Film ein Gemälde zu machen. […] Das Ideale wäre, ein Bild aus einem einzigen Bild zu machen, das ewig feststeht und voller Bewegung ist.“ (Zitiert nach Casanova, Diogenes 1977.)
Nach der langen Drehzeit von Casanova wollte Fellini nun etwas Kleines, Billiges drehen. Ein Thema, das ihn stark berührte, fand er in der aktuellen politischen Lage Italiens. Als der Christdemokrat und Regierungschef Aldo Moro mit der kommunistischen Partei (PCI) einen Solidaritätspakt abschließen wollte, um das Problem der Wirtschaftskrise zu lösen, wurde er am 16. März 1978 von einem Kommando der linksterroristischen Untergrundorganisation Rote Brigaden entführt und 55 Tage später tot in einem Kofferraum eines Renaults in der Nähe des Sitzes der kommunistischen Partei gefunden. Womöglich ist Fellinis Prova d'orchestra – Orchesterprobe der politischste Film seiner Karriere. Für Fellini war das Orchester eine Metapher für die ganze Welt und die Menschheit. Die Dreharbeiten begannen im Mai 1978 und dauerten gerade mal vier Wochen. Das Einspielergebnis blieb unerheblich, doch alle Kritiken fielen gut aus.
Fellinis Stadt der Frauen ist der bebilderte Traum eines Mannes (gespielt von Marcello Mastroianni), der sich auf der Suche nach der idealen Frau verirrt. Der Film lief in Fellinis sechzigstem Lebensjahr an und wurde von der Kritik mit Respekt aufgenommen.

### 1980er Jahre

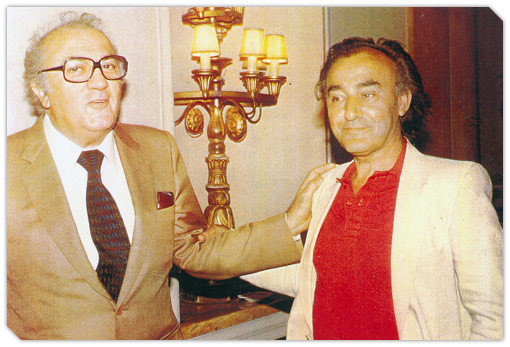
Federico Fellini und Costanzo Costantini, 1982

Fellinis nächstes Projekt E la nave va – Fellinis Schiff der Träume ist eine assoziative Anspielung auf den Ausbruch des Ersten Weltkriegs und wie Fellini sagte: „…ein Versuch, eine Gruppe von Personen für eine Reise ins Leere, das heißt auf See, einzusperren. Aber es könnte auch…“. E la nave va wurde 1983 in Venedig vorgestellt. Die Reaktionen auf den Film waren positiv – Ingmar Bergman sah sich den Film im Keller des Palazzo alleine an, was Fellini besonders schmeichelte.
1984 reiste Fellini zu Recherchen über einen lateinamerikanischen Gelehrten nach Los Angeles und Mexiko. Nach seiner Rückkehr schrieb er das Exposé Die Reise nach Tulun. Im Oktober 1984 begannen die Dreharbeiten zu Ginger und Fred. Der Film ist eine Abrechnung mit der seelenlosen Fernsehwelt und unterstreicht Fellinis Äußerungen und gerichtliche Klagen gegen die bodenlose Ausuferung des Privatfernsehens Ende der siebziger Jahre in Italien. Während der Fertigstellung wurde er wegen Unwohlseins in eine Klinik eingeliefert, und die erste Vorführung musste verschoben werden. Kinostart war im Januar 1986 in Frankreich. Als Fellini 1985 bei Fertigstellung von Ginger und Fred gerade aus dem Krankenhaus entlassen wurde, erhielt er in Venedig den Goldenen Löwen für sein Lebenswerk. Mit Intervista, einem Selbstporträt, in dem er sich selbst spielt und über sein Leben und Arbeiten erzählt, setzte er 1987 sein filmisches Schaffen fort.

### 1990er Jahre

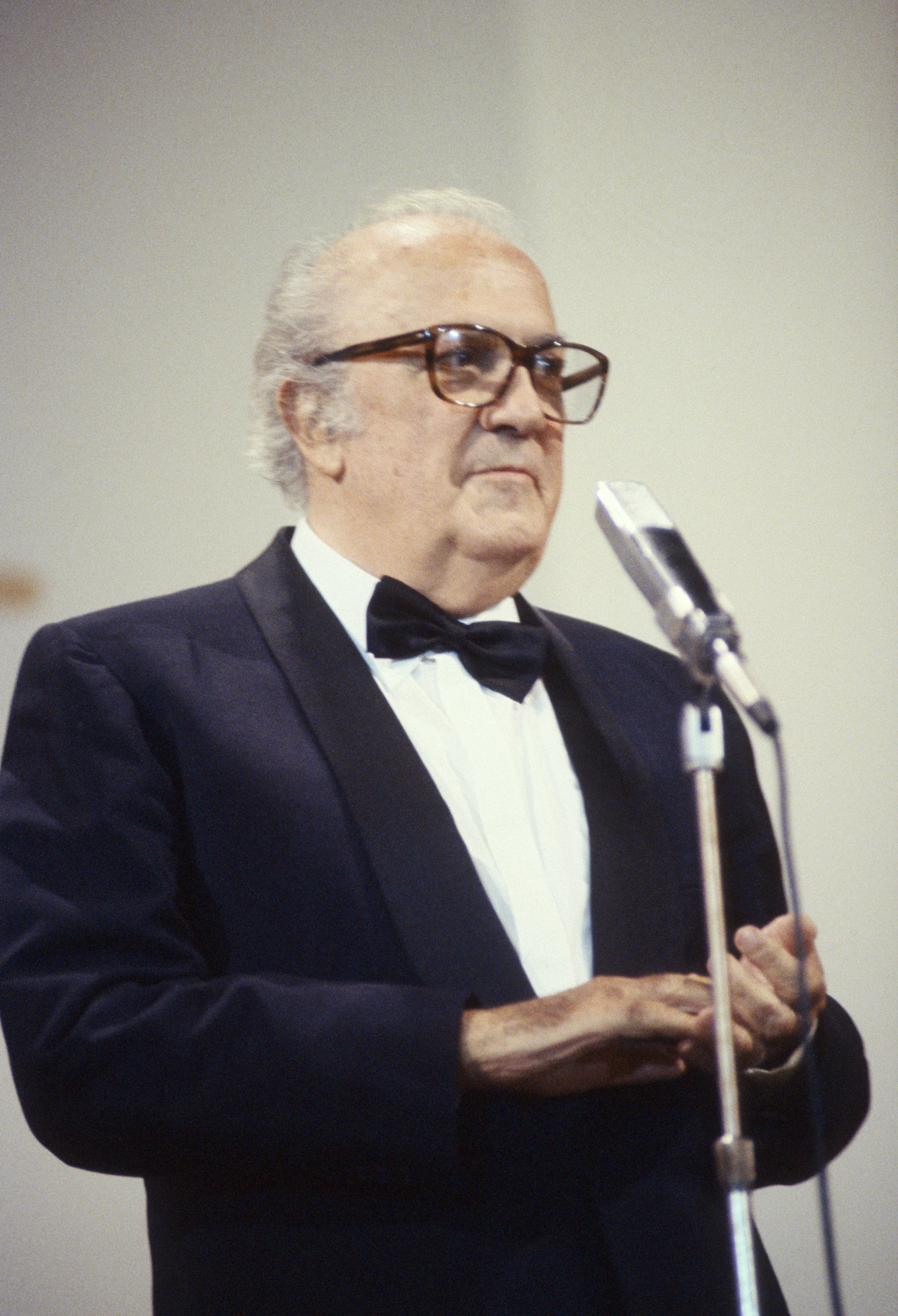
Federico Fellini, 1990

Fellinis vierundzwanzigster und letzter Film, den er im Alter von 70 Jahren inszenierte, hat den Titel La Voce della Luna – Die Stimme des Mondes und handelt von dem mondsüchtigen Salvini (Roberto Benigni), der nachts umherstreicht und geheimnisvollen Stimmen lauscht. 1993 erhielt Fellini den Ehrenoscar.

## Tod und Nachleben

Grab von Federico Fellini, Giulietta Masina und ihrem Sohn Pierfederico Fellini auf dem Friedhof in Rimini, Skulptur La Grande Prua von Arnaldo Pomodoro, 1994

Federico Fellini starb im Oktober 1993 im Alter von 73 Jahren an den Folgen eines Herzinfarkts. Die Bewohner von Rimini bauten ihm ein Ehrengrab auf dem Cimitero Monumentale di Rimini, in dem auch seine Ehefrau Giulietta Masina und ihr gemeinsamer Sohn Pierfederico begraben sind. Das Grabmonument ist die von Arnaldo Pomodoro erschaffene Skulptur La Grande Prua. Ein Jahr später wurde die Stiftung Fondazione Federico Fellini gegründet.

## Filmografie

### Drehbuch
- 1942: Avanti c’è posto… – Regie: Mario Bonnard
- 1942: I cavalieri del deserto – Regie: Gino Talamo, Osvaldo Valenti
- 1942: Quarta pagina – Regie: Nicola Manzari
- 1943: L’ultima carrozzella – Regie: Mario Mattòli
- 1943: Campo de’ fiori – Regie: Mario Bonnard
- 1945: Rom, offene Stadt (Roma, città aperta) – Regie: Roberto Rossellini
- 1946: Paisà – Regie: Roberto Rossellini
- 1947: Das Verbrechen des Giovanni Episcopo (Il delitto di Giovanni Episcopo) – Regie: Alberto Lattuada
- 1948: Ohne Gnade (Senza pietà) – Regie: Alberto Lattuada
- 1949: Im Namen des Gesetzes (In nome della legge) – Regie: Pietro Germi
- 1950: Weg der Hoffnung (Il cammino della speranza) – Regie: Pietro Germi

### Drehbuch und Regie
- 1950: Lichter des Varieté (Luci del varietà)
- 1952: Die bittere Liebe (Lo sceicco bianco)
- 1953: Die Müßiggänger (I vitelloni)
- 1953: Liebe in der Stadt (L’amore in città)
- 1954: La Strada – Das Lied der Straße (La strada)
- 1955: Die Schwindler (Il bidone)
- 1957: Die Nächte der Cabiria (Le notti di Cabiria)
- 1960: Das süße Leben (La dolce vita)
- 1962: Boccaccio 70
- 1963: Achteinhalb (8½)
- 1965: Julia und die Geister (Giulietta degli spiriti)
- 1968: Außergewöhnliche Geschichten (Histoires extraordinaires)
- 1969: Block-notes di un regista (Fernseh-Dokumentarfilm)
- 1969: Fellinis Satyricon
- 1970: Die Clowns (I clowns)
- 1972: Fellinis Roma (Roma)
- 1973: Amarcord
- 1976: Fellinis Casanova (Il Casanova di Federico Fellini)
- 1979: Orchesterprobe (Prova d’orchestra)
- 1980: Fellinis Stadt der Frauen (La città delle donne)
- 1983: Fellinis Schiff der Träume (E la nave va)
- 1986: Ginger und Fred (Ginger e Fred)
- 1987: Fellinis Intervista (Intervista)
- 1990: Die Stimme des Mondes (La voce della luna)

## Ausstellungen
- 1977: Federico Fellini, Skizzen und Zeichnungen, Galerie Daniel Keel, Zürich[5]
- 2011: Federico Fellini, Fotomuseum Musée de l’Elysée, Lausanne[6]
- 2022: Federico Fellini. Von der Zeichnung zum Film, Museum Folkwang, Essen, 12. November 2021 bis 20. Februar 2022, und Kunsthaus Zürich, 1. Juli bis 4. September 2022[7].

## Fellini Museum

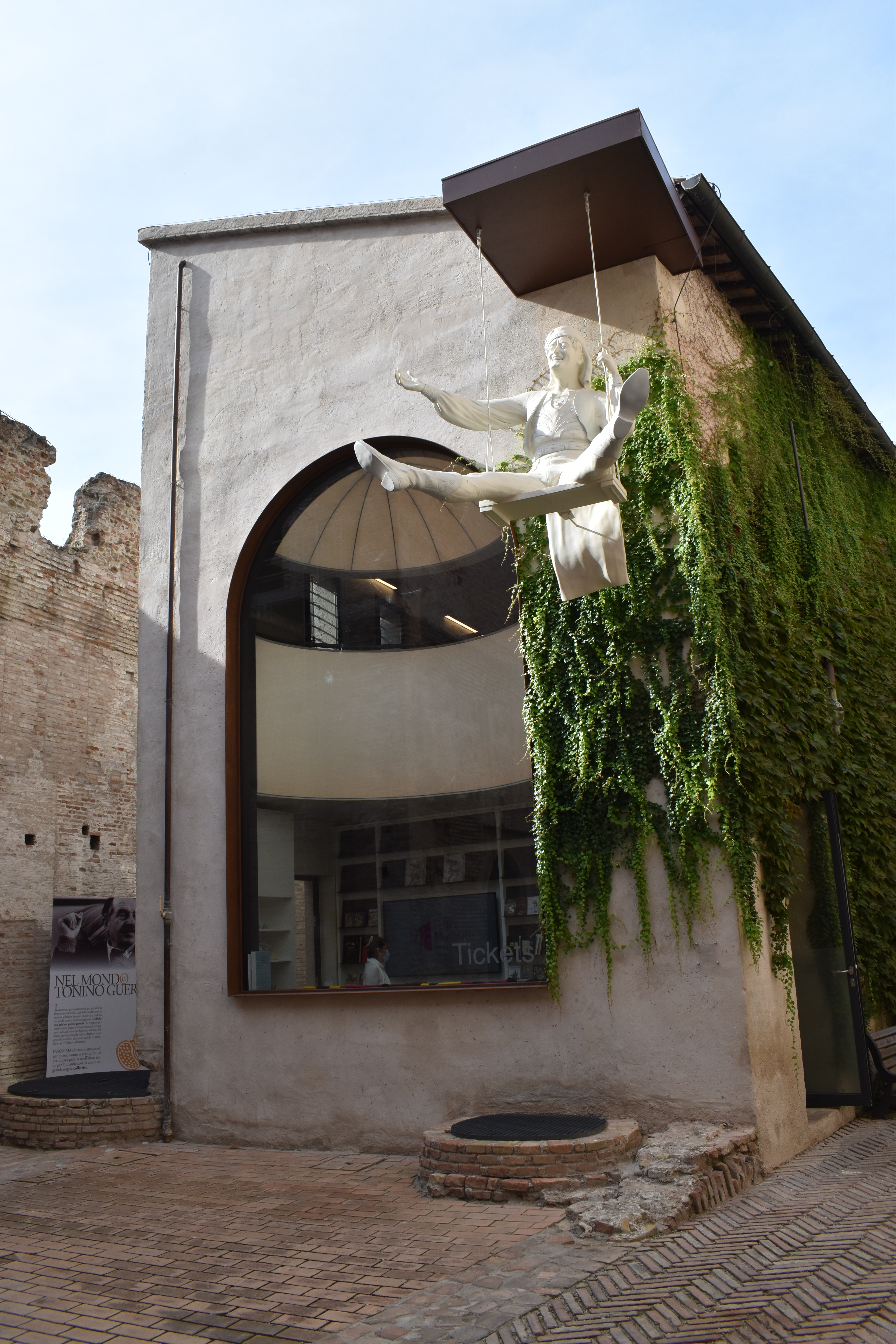
Kartenschalter, Fellini Museum, Castel Sismondo, Rimini

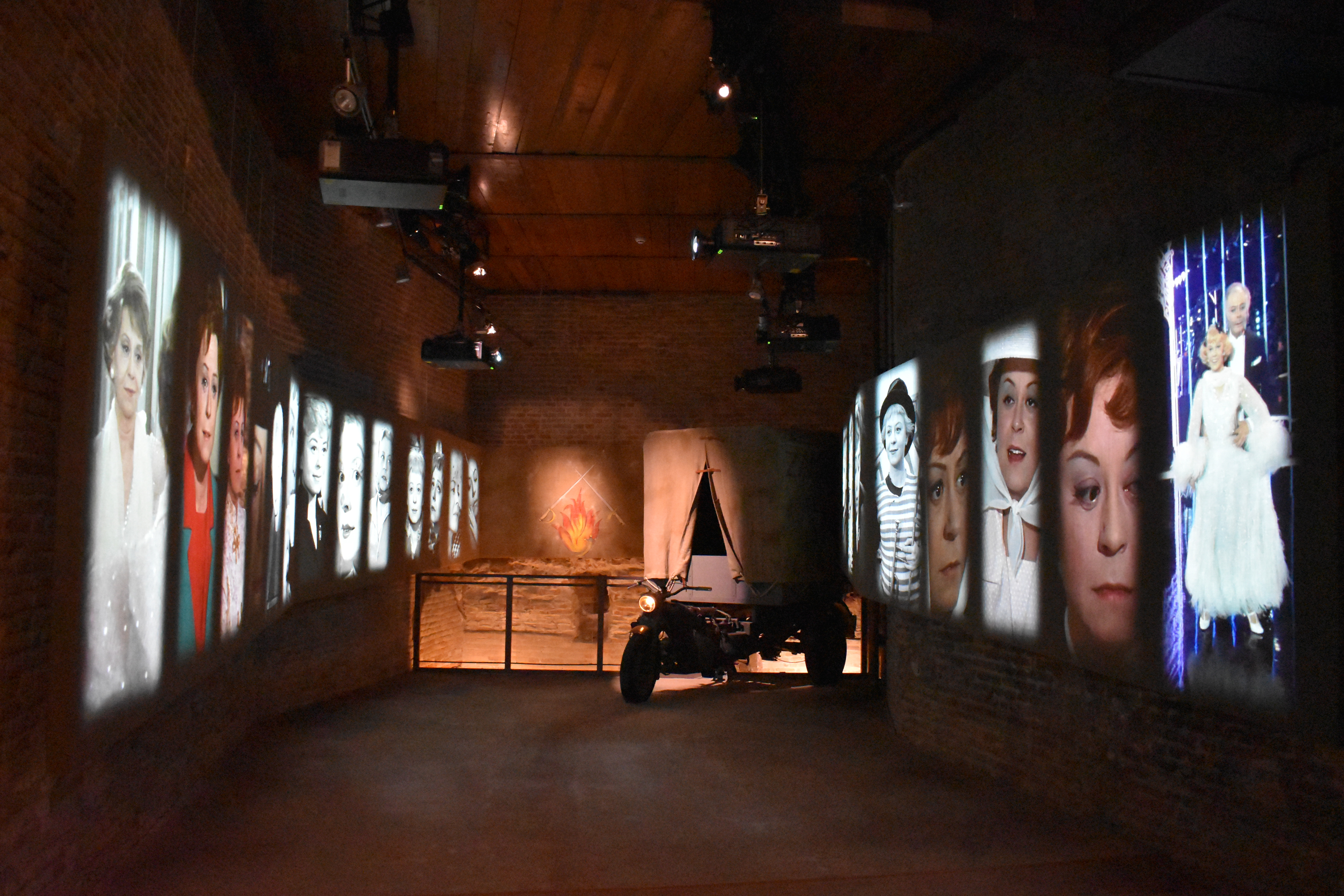
Fellini Museum, Castel Sismondo, Rimini

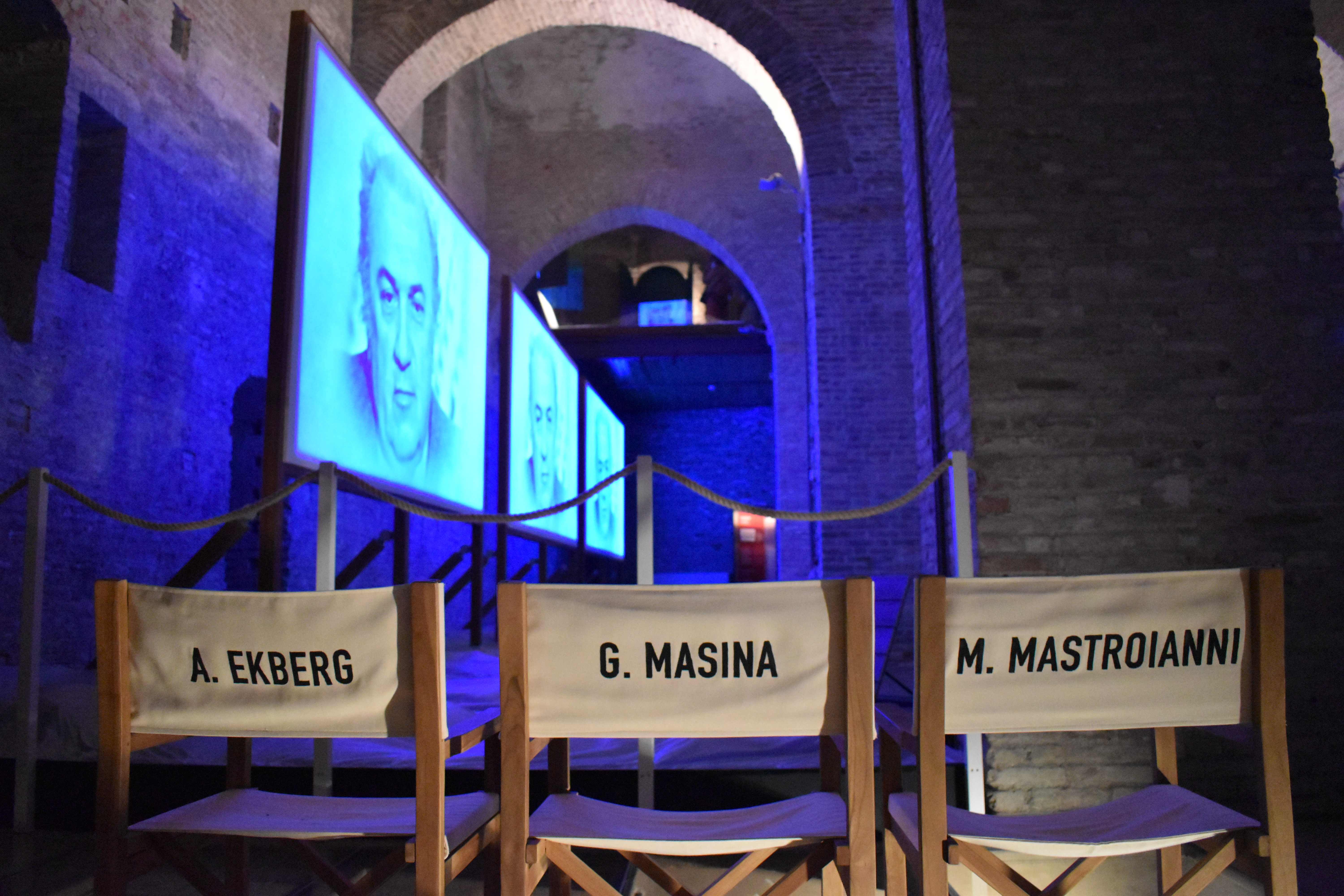
Fellini-Museum, Castel Sismondo, Rimini

Das Fellini-Museum in Rimini ist ein dem Regisseur und Drehbuchautor gewidmetes Museum, das am 19. August 2021 eröffnet wurde. Es ist als Museumszentrum konzipiert und umfasst drei separate Orte, das Castel Sismondo, den Palazzo del Fulgor und die Piazza Malatesta.

## DVDs
- Federico Fellini Collection. deutsch/italienisch, Vertrieb: Arthaus, 2011, 10 DVDs

## Hörspiele, Lesungen und Hörbücher (Auswahl)
- Briefwechsel Federico Fellini Georges Simenon – Lesung mit Otto Sander und Mario Adorf (125 min bei Kein und Aber Records, Zürich 2001) ISBN 9783036911045

## Dokumentarfilme
- Auf den Spuren Fellinis. Dokumentarfilm, Schweiz, Frankreich 2013, 75:30 Min., Buch und Regie: Gérald Morin, Produktion: Artemis Films Productions, RSI, SRG SSR, arte, Erstsendung: 29. Oktober 2013 bei arte, Inhaltsangabe mit Video-Ausschnitt von arte;
lief am 18. Januar 2020 auch in 3sat (Inhaltsangabe bei 3sat)
- Fellini, sono un gran bugiardo. Dokumentarfilm, Frankreich, Italien, Vereinigtes Königreich, Schottland 2002, 105 Min., Buch und Regie: Damian Pettigrew, Produktion Portrait et Cie., arte
- Portrait Frederico Fellini. Dokumentarfilm, Deutschland 1993, 45 Min., Buch und Regie: Birgitta Ashoff, Produktion: NDR und arte

## Ehrungen und Auszeichnungen

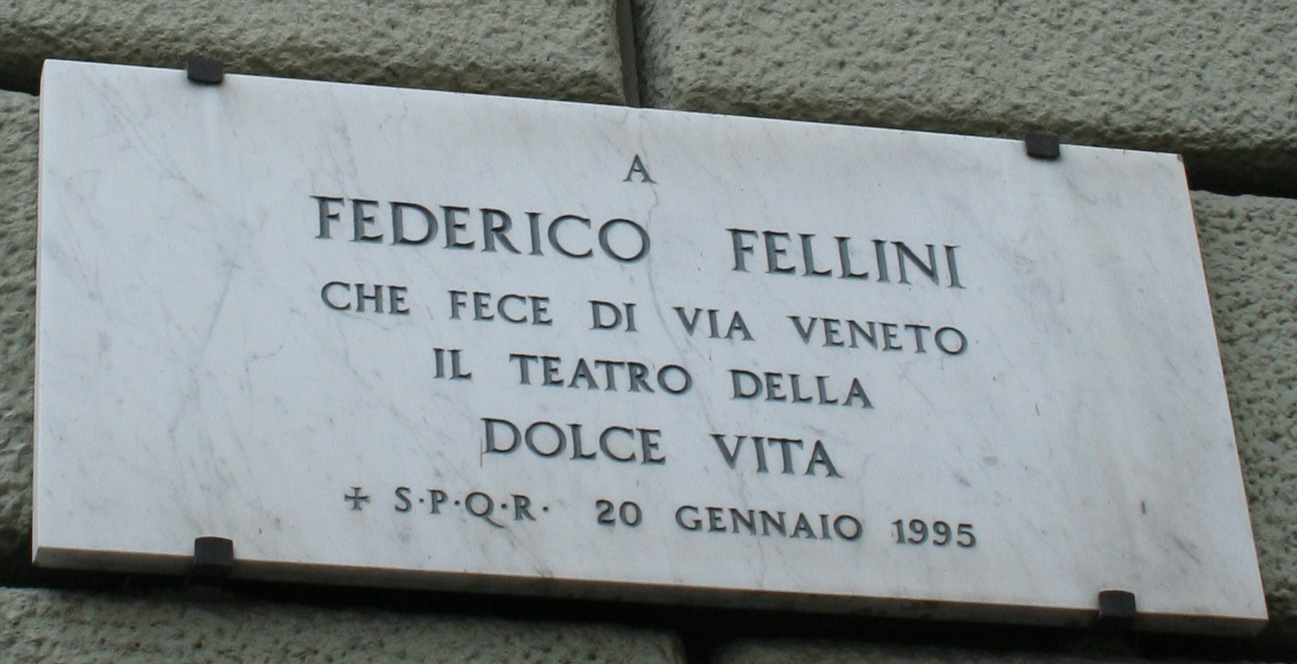
Gedenktafel Federico Fellini, Via Veneto, Rom

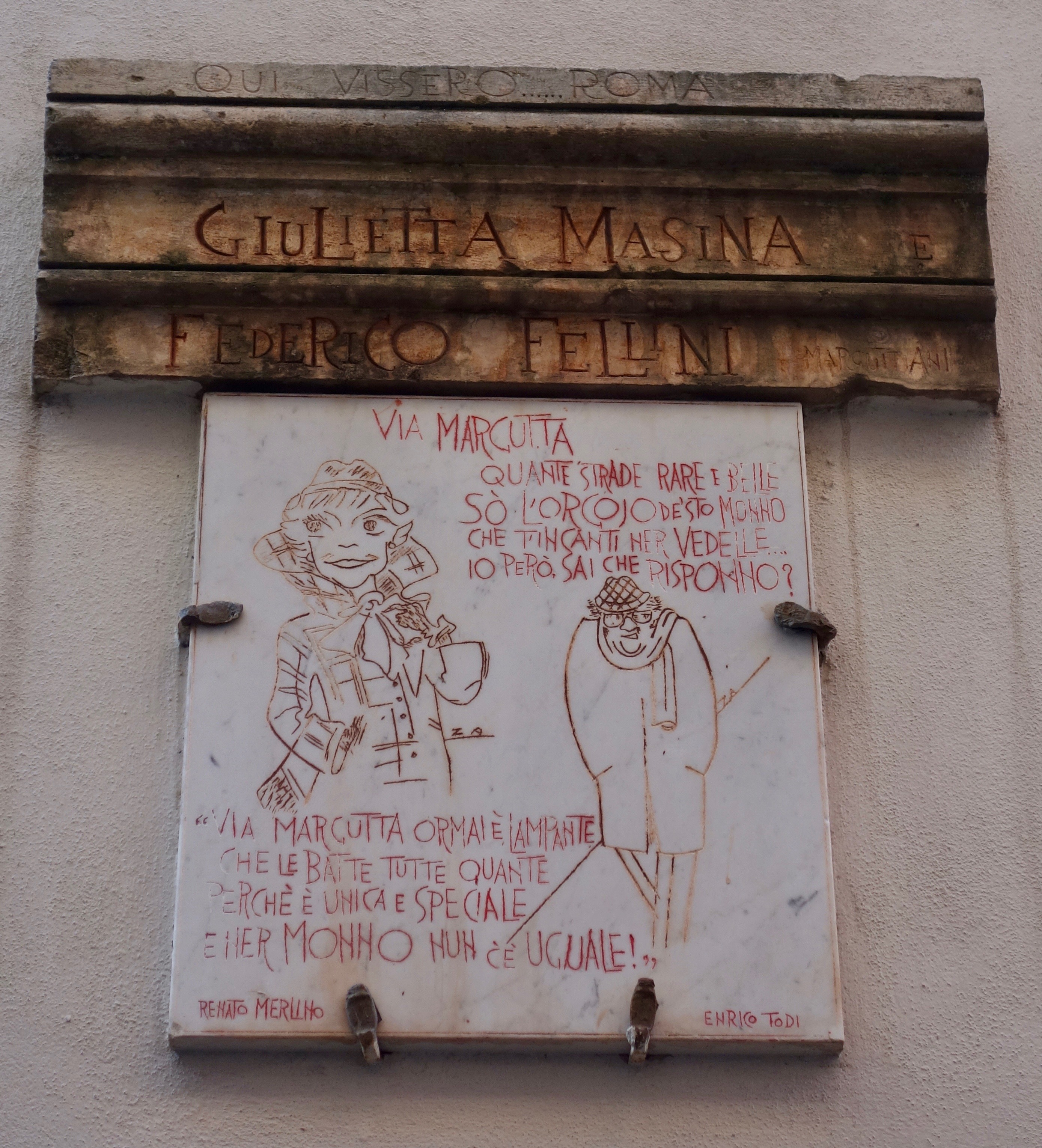
Gedenktafel für Federico Fellini und Giulietta Masina an der Via Margutta in Rom, wo sie lebten.

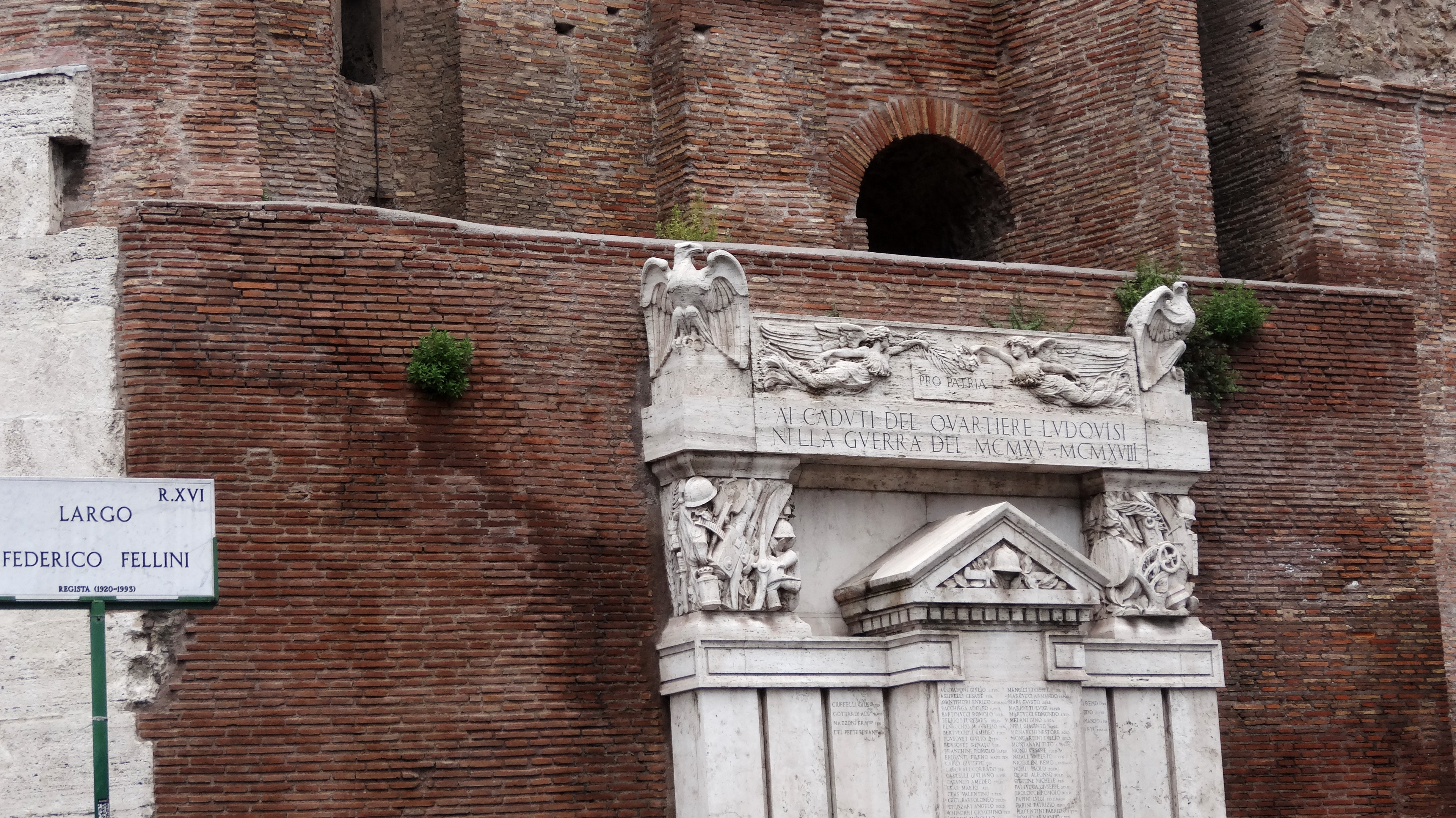
Largo Federico Fellini, Rom

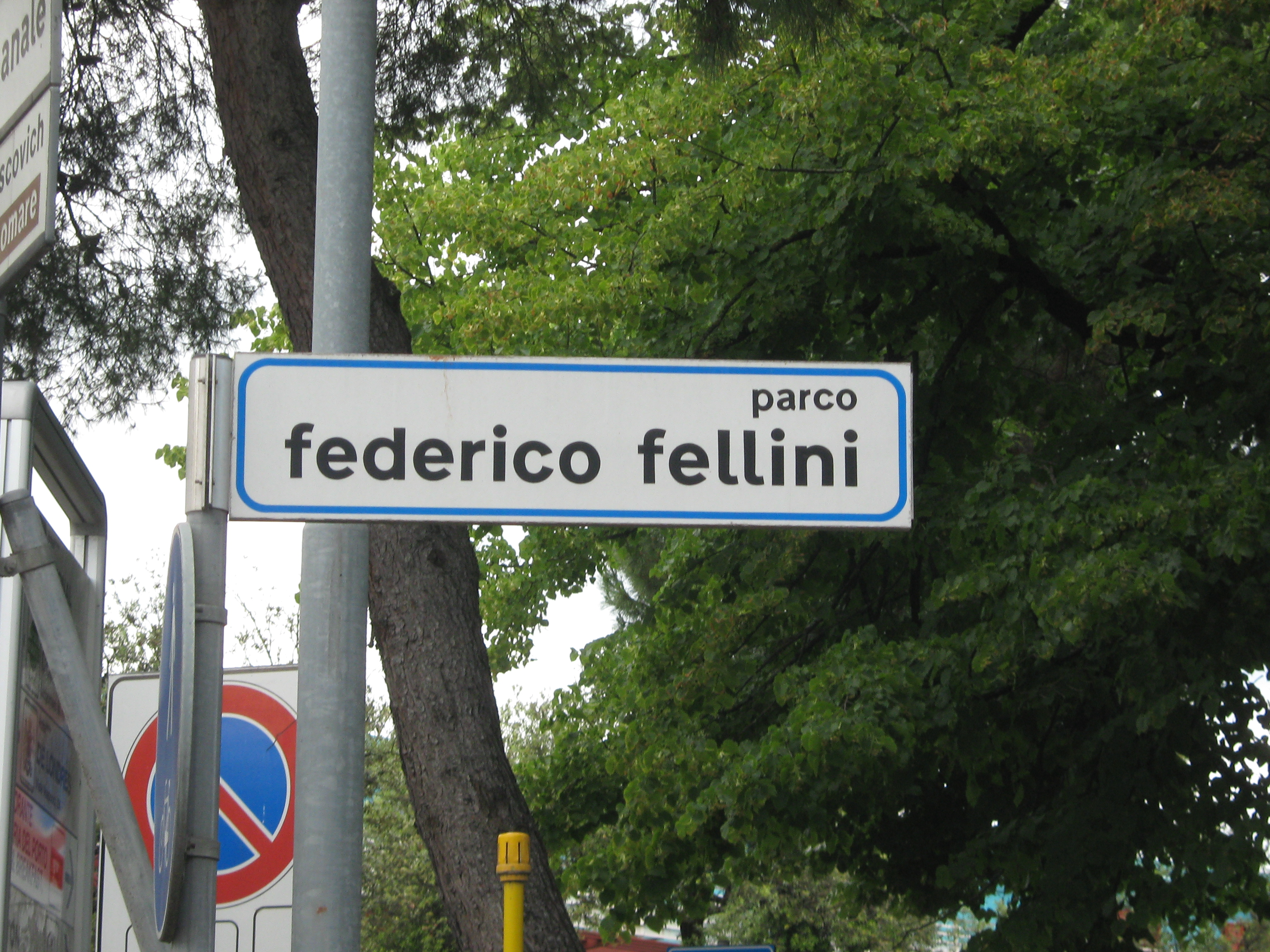
Federico-Fellini-Park, Rimini

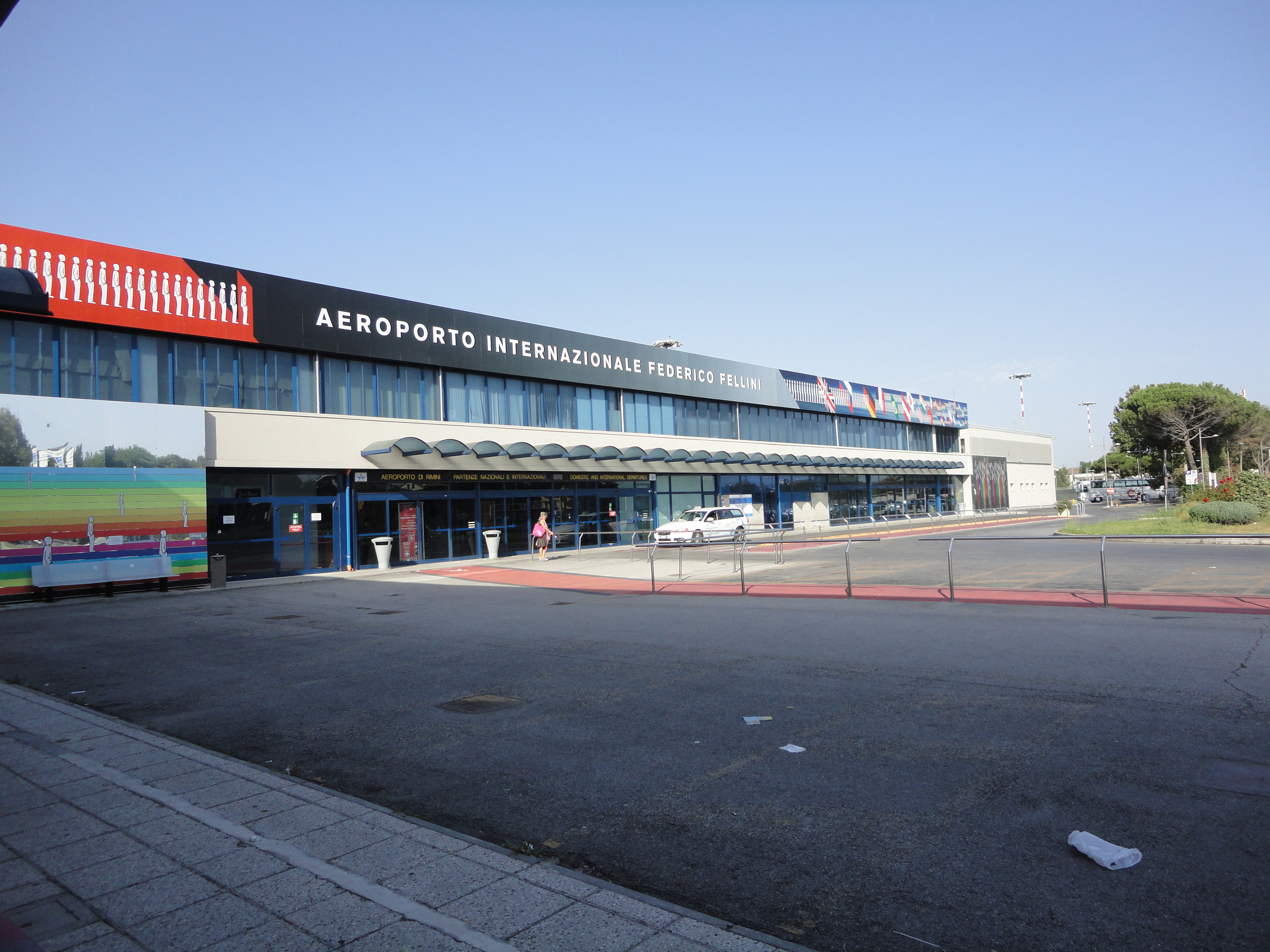
Eingang zum Flughafen Federico Fellini in Rimini

- 1947: Oscar-Nominierung für Rom, offene Stadt (Kategorie: Drehbuch – gemeinsam mit Sergio Amidei)
- 1950: Oscar-Nominierung für Paisà (Drehbuch – gemeinsam mit Alfred Hayes, Sergio Amidei, Marcello Pagliero und Roberto Rossellini)
- 1952: Weg der Hoffnung – Bester Film des Monats; im Mai 1952 gekürt von der Evangelischen Filmgilde
- 1953: Internationale Filmfestspiele von Venedig – Silberner Löwe für Die Müßiggänger (in diesem Jahr wurde kein Goldener Löwe vergeben)
- 1954: Nastro d’Argento für Die Müßiggänger (Regie)
- 1955: Nastro d’Argento für La Strada (Regie, Drehbuch – gemeinsam mit Tullio Pinelli)
- 1956: Internationale Filmfestspiele von Venedig – Silberner Löwe für La Strada (Beste Regie)[9]
- 1957: David di Donatello für La Strada (Regie)
- 1957: Oscar-Nominierung für La Strada (Drehbuch – gemeinsam mit Tullio Pinelli)
- 1958: Nastro d’Argento für Die Nächte der Cabiria (Regie)
- 1958: Oscar-Nominierung für Die Müßiggänger (Drehbuch – gemeinsam mit Ennio Flaiano und Tullio Pinelli)
- 1960: David di Donatello für Das süße Leben (Regie)
- 1960: Goldene Palme beim Filmfestival Cannes für Das süße Leben
- 1960: FIPRESCI-Preis in Acapulco für Das süße Leben[10]
- 1961: Nastro d’Argento für Das süße Leben (Drehbuch – gemeinsam mit Tullio Pinelli und Ennio Flaiano)
- 1962: Oscar-Nominierungen für Das süße Leben (Regie, Drehbuch – gemeinsam mit Tullio Pinelli, Ennio Flaiano und Brunello Rondi)
- 1963: Internationales Filmfestival Moskau – Großer Preis für Achteinhalb[10]
- 1964: Internationale Filmfestspiele Berlin – Sonderpreis der Jury für Achteinhalb[10]
- 1964: Nastro d’Argento für Achteinhalb (Regie, Drehbuch – gemeinsam mit Tullio Pinelli, Ennio Flaiano und Brunello Rondi)
- 1964: Oscar-Nominierungen für Achteinhalb (Regie, Drehbuch – gemeinsam mit Tullio Pinelli, Ennio Flaiano und Brunello Rondi)
- 1964: Großoffizier des Verdienstordens der Italienischen Republik
- 1967: Fellini wird in die American Academy of Arts and Sciences gewählt.[11]
- 1971: Oscar-Nominierung für Fellinis Satyricon (Regie)
- 1972: Großer Preis der Technik beim Filmfestival Cannes für Fellinis Roma
- 1974: David di Donatello für Amarcord (Regie)
- 1974: Nastro d’Argento für Amarcord (Regie, Drehbuch – gemeinsam mit Tonino Guerra)
- 1976: Oscar-Nominierungen für Amarcord (Regie, Drehbuch – gemeinsam mit Tonino Guerra)
- 1977: Oscar-Nominierung für Casanova (Drehbuch – gemeinsam mit Bernardino Zapponi)
- 1978: BAFTA Award für Casanova (Ausstattung – gemeinsam mit Danilo Donati)
- 1979: Auswärtiges Mitglied der Académie des Beaux-Arts
- 1980: Nastro d’Argento für Fellinis Stadt der Frauen (Regie)
- 1984: David di Donatello für Fellinis Schiff der Träume (Drehbuch – gemeinsam mit Tonino Guerra) und Luchino-Visconti-Preis
- 1984: Nastro d’Argento für Fellinis Schiff der Träume (Regie)
- 1985: Goldener Ehrenlöwe der Filmfestspiele von Venedig
- 1986: René-Clair-Preis für Ginger und Fred im Rahmen der David-di-Donatello-Preisverleihung
- 1987: Academy Fellowship der British Academy of Film and Television Arts (BAFTA)
- 1987: Großkreuz des Verdienstordens der Italienischen Republik
- 1989: Europäischer Filmpreis für sein Lebenswerk
- 1993: Ehrenoscar für sein Lebenswerk
- 1994: Ein Asteroid wird nach ihm benannt: (5150) Fellini
- 1990er Jahre: Der Flughafen Rimini wird nach ihm benannt

Darüber hinaus wurden Fellinis Regiearbeiten La Strada (1957), Die Nächte der Cabiria (1958), Achteinhalb (1964) und Amarcord (1975) jeweils mit dem Oscar in der Kategorie Bester fremdsprachiger Film ausgezeichnet. La Strada (1956), Das süße Leben (1961), Achteinhalb (1963) und Julia und die Geister (1965) wurden außerdem mit dem New York Film Critics Circle Award in derselben Kategorie, La Strada (1956), Achteinhalb (1964) und Amarcord mit der dänischen Bodil als Bester europäischer Film prämiert.

## Weiterführende Literatur, Quellen
Zum Leben und Werk
- Liliana Betti: Fellini. Diogenes Verlag, Zürich 1976, ISBN 3-257-01541-0.
- Peter Bondanella (Hrsg.): Federico Fellini. Essays in Criticism. Oxford University Press, New York 1978, ISBN 0-19-502274-2.
- Giovanni Grazzini: Fellini über Fellini: ein intimes Gespräch mit Giovanni Grazzini. Aus dem Italienischen von Renate Heimbucher. Diogenes Verlag, Zürich 1984, ISBN 3-257-22663-2.
- Tullio Kezich: Federico Fellini – Eine Biographie. Diogenes Verlag, Zürich 1989, ISBN 3-257-01836-3.
- Francesco Tornabene: Federico Fellini: Realist des Phantastischen. Taschen Verlag, Köln 1990, ISBN 3-89450-084-0.
- Charlotte Chandler: Ich Fellini. (OT: I, Fellini). Herbig, München 1995, ISBN 3-7766-1851-5.
- Federico Fellini, Damian Pettigrew: Ich bin ein großer Lügner. Verlag der Autoren, 1995, ISBN 3-88661-156-6.
- Christian Ferrara: Über Fellinis La Strada: Die Straße als Weg des Lebens. Grin Verlag, München 2007, ISBN 978-3-638-79501-2.
- Thomas Koebner: Federico Fellini. In: Thomas Koebner (Hrsg.): Filmregisseure. Biographien, Werkbeschreibungen, Filmographien. 3., aktualisierte und erweiterte Auflage. Reclam, Stuttgart 2008, ISBN 978-3-15-010662-4, S. 220–231.
- Marvin Chlada: Die Versuchung des Dr. Antonio. Religionssatire im Kino des Federico Fellini. In: ders.: Der Poet als Lumpensammler. Reportagen und Interviews, Verlag Dialog-Edition, Duisburg 2016, ISBN 978-3-945634-05-9, S. 51–58.
- Peter Bär, Timo Storck, Karin Nitzschmann, Andreas Hamburger, Gerhard Schneider (Hg.). (2024). Federico Fellini: Zeitlose Bilder. Cinema Quadrat e. V., Mannheim, ISBN 978-3-384-10895-1 (Print), ISBN 978-3-384-10896-8 (E-Book).

Interviews und Gespräche
- Federico Fellini: Das Buch der Träume. Aus dem Italienischen von Christel Galliani. Collection Rolf Heyne, München 2008, ISBN 978-3-89910-374-8.
- Gero von Boehm: Federico Fellini. 19. Oktober 1984. Interview in: Begegnungen. Menschenbilder aus drei Jahrzehnten. Collection Rolf Heyne, München 2012, ISBN 978-3-89910-443-1, S. 61–68.